# ناتان ابی
ناتان ابی (انگلیسی: Nathan Abbey؛ زادهٔ ۱۱ ژوئیهٔ ۱۹۷۸) یک بازیکن فوتبال، و دروازه‌بان (فوتبال) اهل بریتانیا است.
از باشگاه‌هایی که در آن بازی کرده‌است می‌توان به باشگاه فوتبال لوتون تاون، باشگاه فوتبال چسترفیلد، باشگاه فوتبال برنتفورد، باشگاه فوتبال استیونج، باشگاه فوتبال بریستول سیتی، باشگاه فوتبال نورث‌همپتون تاون، باشگاه فوتبال بوستون یونایتد، باشگاه فوتبال تورکی یونایتد، باشگاه فوتبال میلتون کینز دونز، باشگاه فوتبال لیتون اورینت، باشگاه فوتبال سنت آلبنز سیتی، و باشگاه فوتبال وودکینگ اشاره کرد.